# Слива (рід)
Сли́ва (Prunus) — рід плодових кісточкових рослин, включає такі види як слива домашня, вишня звичайна, персик, абрикос, мигдаль та інші. Звичайно відносять до підродини мигдалеві (Amygdaloideae) або сливові (Prunoideae) родини розових (Rosaceae). Відомо ≈ 350 видів сливи, поширених переважно в північних помірних областям земної кулі, а загалом на всіх континентах, окрім Австралії та Антарктиди.
Квіти звичайно білі або рожеві, з п'ятьма пелюстками і п'ятьма чашолистками. Поодинокі, або в зонтиках від двох до шести суцвіть. Фрукти всіх видів Prunus — кістянка з відносно великою кісточкою. Листя просте і звичайно ланцетоподібне, із зубцями по краях.

## Класифікація
Деякі дослідники розбивають рід на декілька окремих підродів. ITIS (Об'єднана таксономічна інформаційна служба) визнає єдиний рід Prunus, із списком підродів, приведеним нижче:
- Підрід мигдаль (Amygdalus): мигдаль і персик. Пазушні бруньки в трійках. Квіти на початку весни з'являються на не покритих листям гілках. Типовий представник — мигдаль (Prunus dulcis).
- Підрід слива (Prunus): слива й абрикоса. Пазушна брунька одна. Квіти на початку весни з'являються на не покритих листям гілках. Типовий представник — слива домашня (Prunus domestica).
- Підрід вишня (Cerasus): вишня. Пазушна брунька одна. Квіти з'являються на початку весни в черешках, довгі черешки, на не покритих листям гілках. Типовий представник — кисла вишня (Prunus cerasus).
- Підрід карликова вишня (Lithocerasus): Пазушні бруньки в трійках. Квіти з'являються на початку весни в довших черешках, на не покритих листям гілках. Типовий представник — карликова вишня (Prunus pumila).
- Підрід черемха (Padus): черемха. Пазушна брунька одна. Квіти з'являються пізньою весною на покритих листям гілках, черешки короткі. Типовий представник — черемха звичайна (Prunus padus).
- Підрід лавровишня (Laurocerasus): лавровишня. Пазушна брунька одна. Квіти з'являються на початку весни в коротких черешках, на не покритих листям гілках. Головним чином вічнозелена (всі інші підвиди є листопадними). Типовий представник — лавровишня (Prunus laurocerasus) (європейський вишневий лавр).

### Види
(докладніше див. Список видів роду слива)

### Східна півкуля
- Prunus africana
- Prunus apetala
- Prunus arborea
- Prunus armeniaca
- Prunus avium
- Prunus bifrons
- Prunus buergeriana
- Prunus campanulata
- Prunus canescens
- Prunus cerasifera
- Prunus cerasoides
- Prunus cerasus
- Prunus ceylanica
- Prunus cocomilia
- Prunus cornuta
- Prunus davidiana
- Prunus domestica
- Prunus dulcis
- Prunus fruticosa
- Prunus geniculata
- Prunus glandulosa
- Prunus grayana
- Prunus incana
- Prunus incisa
- Prunus jacquemontii
- Prunus japonica
- Prunus korshinskyi
- Prunus kotschyi
- Prunus laurocerasus
- Prunus laxinervis
- Prunus lusitanica
- Prunus maackii
- Prunus mahaleb
- Prunus mandshurica
- Prunus maximowiczii
- Prunus mume
- Prunus murrayana
- Prunus myrtifolia
- Prunus nipponica
- Prunus occidentalis
- Prunus padus
- Prunus persica
- Prunus pleuradenia
- Prunus pseudocerasus
- Prunus prostrata
- Prunus salicina
- Prunus sargentii
- Prunus scoparia
- Prunus serrula
- Prunus serrulata
- Prunus sibirica
- Prunus simonii
- Prunus speciosa
- Prunus spinosa
- Prunus spinulosa
- Prunus ssiori
- Prunus sunhangii
- Prunus tenella
- Prunus tomentosa
- Prunus triloba
- Prunus turneriana
- Prunus ursina
- Prunus vachuschtii
- Prunus × yedoensis
- Prunus zippeliana

### Західна півкуля
- Prunus alabamensis
- Prunus alleghaniensis
- Prunus americana
- Prunus andersonii
- Prunus angustifolia
- Prunus brigantina
- Prunus buxifolia
- Prunus caroliniana
- Prunus emarginata
- Prunus eremophila
- Prunus fasciculata
- Prunus fremontii
- Prunus geniculata
- Prunus gentryi
- Prunus gracilis
- Prunus havardii
- Prunus hortulana
- Prunus huantensis
- Prunus ilicifolia
- Prunus integrifolia
- Prunus luxurians(інші мови)
- Prunus maritima
- Prunus mexicana
- Prunus minutiflora
- Prunus munsoniana
- Prunus nigra
- Prunus pensylvanica
- Prunus pumila
- Prunus rigida
- Prunus rivularis
- Prunus serotina
- Prunus sphaerocarpa(інші мови)
- Prunus subcordata
- Prunus texana
- Prunus umbellata
- Prunus virginiana

### Викопні
- Prunus cathybrownae
- Prunus hirsutipetala

## Культивація
Рід Prunus включає мигдаль, абрикосу, вишню, персик і сливу, всі з яких мають культурні сорти, що вирощуються у сільському господарстві для виробництва фруктів. Їстівна частина мигдалю — сім'я; мигдалевий плід — кісточковий плід і не «горіх». Є також цілий ряд видів, гібридів, і культурних сортів рослин, які вирощують тільки як декоративні породи, звичайно задля рясного цвіту, іноді для отримання листя і кори. Ці декоративні види включають групу, яку колективно називають квітучою вишнею.
Деревина більшості видів роду Prunus має досить високі механічні властивості, гарний колір і текстуру, добре полірується і використовується для дрібних токарних робіт, виготовлення тростин, тощо.
Завдяки їх значенню як продуктів харчування та як декоративних рослин, багато видів Prunus було інтродуковано до інших частин світу, в яких вони раніше не траплялися. Багато видів зі Старого Світу вирощуються по всій планеті, деякі з яких у нових місцях пережили повторне здичавіння і тепер трапляються дикорослими.
Різновиди Prunus використовуються як корм для личинок цілого ряду видів лускокрилих.